# طيثارة سخامية
طيثارة سخامية (الاسم العلمي: Tipula  fuliginosa) هي نوع من الحشرات تتبع جنس الطيثارة من الفصيلة الطيثارية.